# Suzanne Haïk-Vantoura
Suzanne Haïk-Vantoura (* 13. Juli 1912 in Paris; † 22. Oktober 2000 in Lausanne) war eine französische Organistin, Musiklehrerin, Komponistin und Musiktheoretikerin. Ihr Schwerpunkt lag dabei auf dem Gebiet der Musikwissenschaft.

## Biographie
Suzanne Vantoura wurde in Paris am 13. Juli 1912 geboren. 1931 begann sie am Conservatoire National Supérieur de Paris (CNSMDP) zu studieren. 1934 erhielt sie einen ersten Preis für eine Arbeit zur Harmonielehre sowie 1938 einen ersten Preis zum Thema der Fuge.
Von 1941 bis 1946 war sie Schülerin von Marcel Dupré.
Während des Zweiten Weltkrieges floh Vantoura mit ihrer Familie vor den Nationalsozialisten nach Südfrankreich. Dort untersuchte sie die Kantillationszeichen (ta’amim) im Masoretischen Text hebräischer Bibelhandschriften und entwickelte die Grundhypothese ihres Systems zur Entschlüsselung der masoretischen Kantillation. Nach dem Krieg legte sie diese Arbeit beiseite. Nach ihrer Pensionierung 1970 nahm sie diese wieder auf, als sie ihr System in La Musique de la Bible revélée 1976 veröffentlichte.
Sie war Organistin an der Synagoge de l’Union liberale Israelite de Paris (1946–1953) und Organistin an der Église Saint-Hélène in Paris (1966–1979).
Sie starb am 22. Oktober 2000 in Lausanne (Schweiz) im Alter von 88 Jahren. Ihr Ehemann Maurice Haïk war 1976 verstorben. Das Paar hatte keine Kinder.

## „Die Offenbarung der Notenzeichen der Bibel“
Music of the Bible Revealed war ihr Hauptwerk; ein umfangreiches Werk über die gesamte hebräische Bibel. Darin decodierte sie die Kantillationszeichen als Noten, die Worten zugeordnet sind – für 24 Bibelbücher.
Vantoura argumentiert, dass das im masoretischen Text erhaltene Akzentsystem ursprünglich eine Methode zur Aufzeichnung von Handzeichen („Chironomie“) war, mit denen Tempelmusiker bei der Aufführung von Musik angewiesen wurden.
Als ihr diese Zeichen in der hebräischen Bibel auffielen, ergaben Nachforschungen in einer unbekannten Enzyklopädie, dass die Kantillationszeichen aus der Antike stammten und ihre musikalische Bedeutung verloren gegangen sei. Dies weckte ihre Neugierde.
Schritt für Schritt ging sie der Vermutung nach, dass es auffalle, dass sublineare Zeichen nie fehlten, während ganze Verse völlig ohne supralineare Zeichen auskamen. Das könnte ihrer Meinung nach bedeuten, dass sublineare Zeichen „wichtiger“ waren als die supralinearen.
Diese Folgerung bildete die Grundlage ihrer Mutmaßungen. Sie konzentrierte sich nur auf das Prosa-Te'amim-System. Dieses umfasst acht sublineare Zeichen.
Sie postulierte, dass diese Zeichen acht Schritten einer Tonleiter, speziell einer tonalen Tonleiter entsprechen (die Diatonische Tonleiter – C, D, E, u.s.w. ist die älteste). Dies bestätigte ihrer Meinung nach die fast systematische Schreibweise eines vertikalen Zeichens am Ende eines jeden Verses. Dieses Zeichen, so nahm sie an, könne  eine Endnote sein und zur Angabe der Hauptnote (Tonika) einer Tonleiter dienen.
Bei der Arbeit mit den einzelnen Versen stellte sie fest, dass die Noten ihrer Transkription zusammenhängende Melodien und keine Zufallsklänge bildeten. Durch Vergleiche einzelner Verse erstellte sie dann Tabellen mit übereinstimmenden Sequenzen. Nach einer Analyse der Zeichenformen ordnete sie schließlich den acht sublinearen Zeichen des Prosasystems mutmaßliche Werte zu und nahm an, dass es sich um die acht Noten einer Tonleiter handelt. 
Einige Musikwissenschaftler halten ihre Hypothese, dass die Zeichen Noten einer Tonleiter wären, für unwahrscheinlich; ihre Methode sei fehlerhaft. (Einigen Kritikern erscheint ihre Methode Notenwerte zuzuweisen zu willkürlich, nur auf Grundlage subjektiver Einschätzungen der musikalischen Qualität der Melodie, die eine bestimmte Zuweisung bildet.) Doch ermöglichte ihr die Rekonstruktion dieser Notationen jene Musik, die nicht nur „wiedergewonnen“ wurde, sondern auch weltweit aufgeführt wurde.
Die Arbeit zur Weiterführung der mutmaßlichen Entzifferung und zur Begründung ihrer Methodik und Folgerungen setzen seit ihrem Tod ihre Schüler und Mitarbeiter Gilles Tiar und John H. Wheeler (Johanan Rakkav im Netz) fort, die einige Erfolge bei der Verbreitung ihrer Theorien verzeichnen konnten.
1978 verlieh das Institut de France der zweiten Auflage von Haïk-Vantouras französischem Buch den Prix Bernier, seine höchste Auszeichnung. Die Encyclopaedia Universalis, eine französische Online-Enzyklopädie, stellt ihre Arbeit als wissenschaftlich fundiert dar. Einige Musiker, insbesondere die französische Harfenspielerin Esther Lamandier, haben auf der Grundlage ihrer angeblichen Dechiffrierung auch Musikaufnahmen gemacht. Einige Forschern lehnen Haïk-Vantouras Arbeit ab, da sie auf westlichen Vorurteilen und subjektiven Zuordnungen, gepaart mit historischen Missverständnissen, beruhe.
Der Autor David C. Mitchell verteidigte jedoch ihre Arbeit, da sie mit den besten erhaltenen Fragmenten der antiken Psalmodie weitgehend übereinstimme.
Derzeit (Oktober 2017) sind vier von Haïk-Vantoura aufgenommene Alben verfügbar.

## Veröffentlichungen
Es folgt eine unvollständige Auflistung der Veröffentlichungen von Haïk-Vantoura (die letztelich etwa 5000 Verse des Masoretischen Textes umfassten):
- La musique de la Bible revélée (book), 1976; second revised edition, 1978 (Dessain et Tolra)
- La musique de la Bible revélée (LP), 1976 (Harmonia Mundi France HMU 989)
- Quatre Meghilot: Esther, L’Ecclesiaste, Les Lamentations, Ruth dans leurs mélodies d’origine (melody-only score), 1986
- The Music of the Bible Revealed (book), trans. Dennis Weber, ed. John Wheeler, 1991 (BIBAL Press)
- Les 150 Psaumes dans leurs mélodies antiques (melody-only score), revised French-English edition, 1991
- Message biblique intégral dans son chant retrouvé (melody-only score), 1992

## Kompositionen
- Quatuor florentin, 1942
- Un beau dimanche, 1957
- Destin d’Israël, 1964
- Versets de psaumes, 1968
- Offrande, 1970
- Adagio for saxophone and organ, 1976